# John Abernethy (teologo)
John Abernethy (Coleraine, 1680 – Dublino, 1740) è stato un teologo presbiteriano.
Nato in Irlanda, pastore della comunità di Antrim, nel 1717 rifiutò di andare a Dublino, come ordinato dai suoi superiori, dando inizio al dissenso tra "sottoscrittori" e "non-sottoscrittori", che portò in seguito all'espulsione dalla Chiesa presbiteriana irlandese degli elementi unitari. Andato poi a Dublino nel 1730, l'anno successivo, nel 1731, protestò contro il Test Act, che escludeva cattolici e non-conformisti dall'esercizio dei diritti politici.
Fu il nonno dell'omonimo anatomista e chirurgo John Abernethy.

## Opere postume
- 1743 – Discourses concerning the being and natural perfections of God
- 1751 – Scarce and valuable tracts